# Fernsehoper
Die Fernsehoper ist ein komplexes Bühnenwerk mit dramatischer Dichtung, Musik und Weiterem als Gesamtkunstwerk, das extra für die Fernsehausstrahlung erstellt oder als eine Version einer Bühnenoper erarbeitet wird. Im weiteren Sinne gehören auch Fernsehübertragungen von Bühnenopern dazu.
Die Fernsehoper gehört als Gattung zu den Opern und zum Musiktheater und unterliegt auch deren Regeln, Vorgaben, Elementen und Einteilung. Die Inszenierung für das Fernsehen unterscheidet sich aber bestenfalls von der Inszenierung für ein Opernhaus. Eine Fernsehversion bedarf einer eigens bedachten Regie, da es sich um eine mediale Vermittlung handelt, d. h. spezielle Gegebenheiten beachtet werden müssen. Eine Fernsehoper kann Live oder als Aufzeichnung zu den Betrachtern übertragen werden. Kritiker bemängeln die technische Begrenzung und damit verbundene Reduktion des Wahrnehmbaren als Schlüssellochcharakter. Als Vorteil kann dagegen die große Distributionsmenge genannt werden. Die Premiere der „Traviata“ 2005 in Salzburg, strenggenommen ‚nur‘ eine Fernsehübertragung einer Bühnenoper, erreichte mittels des Senders ORF um die 949 000 Zuschauer.

## Geschichte
Als erste direkt für das Fernsehen entwickelte Oper wird der Einakter Amahl and the Night Visitors des Komponisten Gian Carlo Menotti angesehen, die am 24. Dezember 1951 im US-amerikanischen Fernsehnetzwerk NBC erstmals übertragen wurde. In den folgenden Jahren zeigte NBC weitere Fernsehopern u. a. von Bohuslav Martinů (The Marriage, 7. Februar 1953), Lukas Foss (Griffelkin, 6. November 1955), Norman Dello Joio (The Trial at Rouen, 8. April 1956), Leonard Kastle (The Swing, 11. Juni 1956) und Stanley Hollingsworth (La Grande Bretèche, 10. Februar 1957).
Das konkurrierende Fernsehnetzwerk CBS zog Ende der 1950er Jahre mit einem Kompositionsauftrag an Ezra Laderman (Sarah, 29. November 1959) nach. Die Zusammenarbeit mit Laderman wurde in späteren Jahren fortgesetzt, CBS sendete bis 1973 drei weitere Fernsehopern Ladermans (The Trials of Galileo, And David Wept, The Questions of Abraham), die von ihren Stoffen her zum Teil der Gattung des Oratoriums nahestanden. Bedeutsam wurde zudem die Zusammenarbeit mit Igor Strawinsky, dessen Werk The Flood am 14. Juni 1962 erstausgestrahlt wurde. Auch CBS arbeitete für die neue Gattung Fernsehoper mit Gian Carlo Menotti zusammen, wiewohl sein am 30. Mai 1965 ausgestrahltes Werk Martin’s Lie im Jahr zuvor bereits eine szenische Premiere beim Bath International Music Festival erfahren hatte.
Im Vereinigten Königreich begann die BBC Mitte der 1950er Jahre mit der Auftragsvergabe für Fernsehopern, z. B. an Arthur Benjamin (Mañana, 1. Februar 1956), Malcolm Arnold (The Open Window, 14. Dezember 1956), Arthur Bliss (Tobias and the Angel, 19. Mai 1960), Phyllis Tate (Dark Pilgrimage, 5. Juli 1962) und Carl Davis (The Arrangement, 30. Mai 1965). Einen Meilenstein stellte zweifellos Benjamin Brittens Komposition Owen Wingrave dar, die am 16. Mai 1971 erstausgestrahlt wurde.
Nachdem in den 1970er Jahren das Interesse an der Gattung nachgelassen hatte, lancierte Channel Four Anfang der 1990er Jahre ein aufsehenerregendes Projekt, bei welchem insgesamt sechs neue Opern für das Fernsehen in Auftrag gegeben wurden, namentlich bei Orlando Gough (The Empress, 30. Januar 1994), Anthony Moore (Camera, 6. Februar 994), Stewart Copeland (Horse Opera, 13. März 1994), Michael Torke (King of Hearts, 26. Februar 1995), Gerald Barry (The Triumph of Beauty and Deceit, 5. März 1995) sowie bei Kate und Mike Westbrook (Good Friday, 1663, 12. März 1995).
Im deutschsprachigen Raum setzte das Interesse an der Fernsehoper bereits Mitte der 1950er Jahre ein, nachdem Menottis Amahl and the Night Visitors im Januar 1953 in einer Produktion des niederländischen Senders  KRO auch im NWDR-Fernsehen gezeigt worden war. Als erste Fernsehoper in deutscher Sprache dürfte wohl Winfried Zilligs Komposition Die Bauernpassion gelten, die 1955 im Deutschen Fernsehen als Produktion des Bayerischen Rundfunks ausgestrahlt wurde. In Österreich kommt diese Rolle Paul Angerers Komposition Paßkontrolle zu (ORF, 8. Juni 1958), in der Schweiz Heinrich Sutermeisters Seraphine oder die stumme Apothekerin (DRS, 10. Juni 1959).
Auch in den anderen Ländern Europas setzte spätestens Ende der 1950er Jahre eine Beschäftigung mit der Gattung Fernsehoper ein, bis zum Jahr 1960 waren beispielsweise in Jugoslawien (Ivo Lhotka-Kalinski: Putovanje, 1957), Belgien (David van de Woestijne: Débat de Folie et d’Amour, 1959), den Niederlanden (Henk Badings: Salto Mortale, 19. Juni 1959 / Jurriaan Andriessen: Kalchas, 28. Juni 1959), Frankreich (Pierre Wissmer: Léonidas, 12. September 1958), Italien (Renzo Rossellini: Le Campane, 19. Mai 1959), Dänemark (Svend S. Schultz: Marionetterne, 2. Dezember 1959) sowie Japan (Shimisu Osamu: Shûzenji monogatari, 1959) speziell für das Medium Fernsehen konzipierte Opern über die Fernsehbildschirme gegangen.
Die Fernsehoper galt seit den 1950er Jahren vor allem als eine experimentelle Form. Bedingt durch die technische Entwicklung waren Fernsehopern zuerst vor allem in Schwarz-Weiß zu empfangen.